# François-Charles Panard
Pour les articles homonymes, voir Panard.
François-Charles Panard (ou Pannard), né le 2 novembre 1689 à Courville-sur-Eure et mort le 13 juin 1765 à Paris, est un poète, chansonnier, dramaturge et goguettier français.

## Biographie

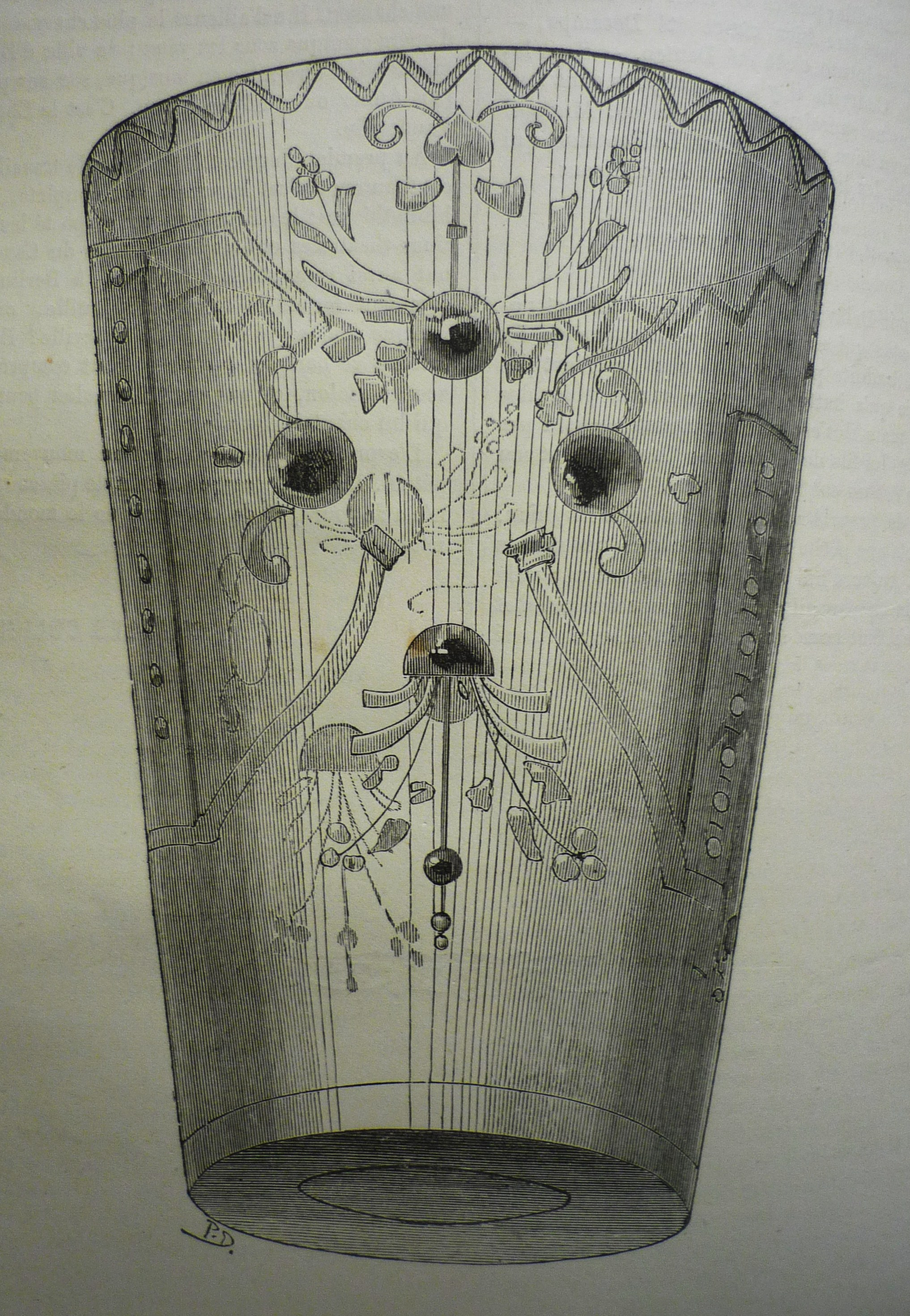
Le verre de Panard, relique emblématique de la Société du Caveau.

Panard occupe un petit emploi de bureau et rime pour se divertir, sans songer à faire carrière. Le comédien Legrand l'engage à écrire pour le théâtre. Chansonnier et auteur dramatique fécond, il est l'auteur d'une centaine de comédies, principalement pour les théâtres de la foire, dont seule une petite partie est réunie dans l'édition de son Théâtre et Œuvres diverses (1763). Il travaille pour l'Opéra-Comique, pour le Théâtre de la foire, pour la Comédie-Italienne, et fait même représenter une pièce à la Comédie-Française.
Il fréquente les cafés, écrit sur des coins de tables et des papiers sur lesquels les taches de vin sont, selon lui, « le cachet du génie ». Il compose notamment de célèbres vers bachiques dont les mètres inégaux forment le dessin d'une bouteille ou d'un verre. Il laisse beaucoup de courtes pièces : fables, allégories, comparaisons, conseils et maximes, épigrammes, madrigaux, énigmes, cantates, variétés, bouquets, etc. Il en aurait composé en tout près de 800.
Bon vivant, plutôt bonhomme, Panard est l'ami intime de Pierre Gallet. En 1729, avec Pierre Gallet, Piron et Charles Collé, il est l'un des premiers membres de la première Société du Caveau. Son physique, épais et lourd, est loin d'annoncer sa verve et lui-même se décrit avec modestie :
Peu vif dans l'entretien, craintif, discret, rêveur…

Chansonnier sans chanter, passable coupleteur.
En dépit de son abondante production, il se trouve presque complètement démuni à l'approche de la vieillesse. Trois personnes généreuses se réunissent alors pour lui assurer une rente de 300 livres par an, ce qui est peu mais suffisant pour un homme de goûts modestes. Il conserve jusqu'à ses derniers jours sa verve et sa bonne humeur et meurt d'une attaque d'apoplexie en 1765.
Fréquentant comme lui la Société du Caveau, Panard était connu de Jean-Philippe Rameau qui le cite dans une lettre à un jeune musicien : « Le Ballet vous conviendrait mieux que la Tragédie pour début. Je crois d'ailleurs M. Panard plus capable de l'un que de l'autre ; il a du mérite, mais il ne nous a point encore donné de lyrique. »
La quatrième Société du Caveau (1834-1939) conserve dans un écrin, comme une relique, son verre, où tient une pleine bouteille de bordeaux, qui est exposé, avec le grelot de Collé, lors des réunions mensuelles de la société.

## Portrait par Marmontel
« Le bonhomme Panard, aussi insouciant que son ami (Gallet), aussi oublieux du passé et négligent de l'avenir, avait plutôt dans son infortune la tranquillité d'un enfant que l'indifférence d'un philosophe. Le soin de se nourrir, de se loger, de se vêtir, ne le regardait point : c'était l'affaire de ses amis, et il en avait d'assez bons pour mériter cette confiance. Dans les mœurs, comme dans l'esprit, il tenait beaucoup du naturel simple et naïf de La Fontaine. Jamais l'extérieur n'annonça moins de délicatesse ; il en avait pourtant dans la pensée et dans l'expression. Plus d'une fois, à table, et, comme on dit, entre deux vins, j'avais vu sortir de cette masse lourde et de cette épaisse enveloppe des couplets impromptu pleins de facilité, de finesse et de grâce. Lors donc qu'en rédigeant le Mercure du mois j'avais besoin de quelques jolis vers, j'allais voir mon ami Panard. « Fouillez, me disait-il, dans la boîte à perruque. » Cette boîte était en effet un vrai fouillis où étaient entassés pèle-mêle, et griffonnés sur des chiffons, les vers de ce poète aimable.

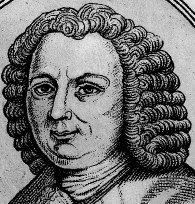

En voyant presque tous ses manuscrits tachés de vin, je lui en faisais le reproche. « Prenez, prenez, me disait-il, c'est là le cachet du génie. » Il avait pour le vin une affection si tendre qu'il en parlait toujours comme de l'ami de son cœur ; et, le verre à la main, en regardant l'objet de son culte et de ses délices, il s'en laissait émouvoir au point que les larmes lui en venaient aux yeux. Je lui en ai vu répandre pour une cause bien singulière ; et ne prenez pas pour un conte ce trait qui achèvera de vous peindre un buveur.
Après la mort de son ami Gallet, l'ayant trouvé sur mon chemin, je voulus lui marquer la part que je prenais à son affliction « Ah ! Monsieur, me dit-il, elle est bien vive et bien profonde ! Un ami de trente ans, avec qui je passais ma vie ! A la promenade, au spectacle, au cabaret, toujours ensemble, je l'ai perdu ! je ne chanterai plus, je ne boirai plus avec lui. Il est mort ! je suis seul au monde. Je ne sais plus que devenir. » En se plaignant ainsi, le bonhomme fondait en larmes, et jusque-là rien de plus naturel ; mais voici ce qu'il ajouta « Vous savez qu'il est mort au Temple ? J'y suis allé pleurer et gémir sur sa tombe. Quelle tombe ! Ah ! Monsieur, ils me l'ont mis sous une gouttière, lui qui, depuis l'âge de raison, n'avait pas bu un verre d'eau ! »

— Marmontel, Mémoires.

## Œuvres

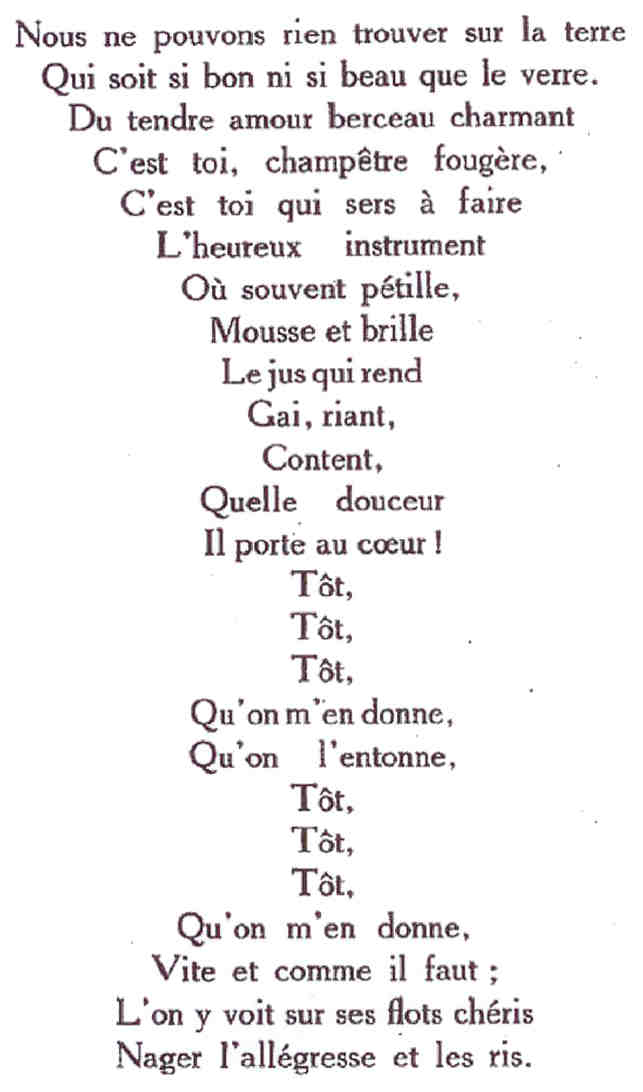
Poème de Panard.

### Postérité littéraire
- La Harpe considère Panard comme le premier des chansonniers bachiques français.
- En 1829, Charles Theodore Beauvais de Preau et Antoine-Alexandre Barbier écrivent :

Marmontel le surnomma le La Fontaine du vaudeville, et il se rapprochait encore plus du bonhomme par l'insouciance de son caractère que par son talent.
- En 1807, Armand Gouffé lui dédie ce quatrain :

Panard, de la chanson naissante,

Fut, chez nous, le plus sur appui ;

Grâce à lui tout le monde chante

Mais nul ne chante comme lui.
- En 1919, Maurice Allem écrit :

Si ses pièces galantes ne sont pas du dernier galant et s'il leur manque cette grâce accomplie qui faisait tout le mérite des compositions de certains de ses contemporains, ses pièces épigrammatiques, en revanche, sont inoffensives. Il s'est toujours gardé d'y attaquer les personnes.

### Liste chronologique simplifiée
- Le Tour de Carnaval, comédie en 1 acte et en prose, 1731.
- Les Acteurs déplacés, comédie en 1 acte et en prose, 1737.
- Les Fêtes sincères et l'heureux retour, comédie en 1 acte en vers libres, 1744.
- Pygmalion, opéra-comique en 1 acte, 1744.
- Roland, opéra-comique en 1 acte, 1744.
- Le Magasin des modernes, opéra-comique en 1 acte, 1746.
- L'Impromotu des acteurs, comédie en 1 acte en vers libres, 1747.
- Les Tableaux, comédie en 1 acte en vers libres, 1747.
- Les petits comédiens, opéra comique en un acte, avec Barthélemy-Christophe Fagan , La Haye, chez Pierre Gosse junior, 1750[6]
- Zéphir et Fleurette, opéra-comique en 1 acte, avec Pierre Laujon et Charles-Simon Favart, 1754 (parodie de Zélindor de François-Augustin de Paradis de Moncrif)
- Le Nouvelliste dupé, opéra-comique en 1 acte, 1757.
- L'Écosseuse, opéra-comique en 1 acte, avec Louis Anseaume, 1762 (parodie de L'Écossaise de Voltaire).